# Абрамов Микола Вікторович
Мико́ла В́ікторович Абра́мов (24 січня 1961 , Kazychenskaya, Ленінградська область  — 23 січня 2016 , Петрозаводськ ) — вепський і російський письменник, поет, журналіст, літературний перекладач, заслужений працівник культури Республіки Карелія. Народний письменник Республіки Карелія (2017).

## Біографія
Народився та провів дитинство у вепському селі Ладва в Ленінградській області. Вепс за походженням.
1978 року закінчив Вінницьку середню школу. Навчався у Ленінградському топографічному технікумі, Петрозаводському державному університеті, Карельському державному педагогічному університеті. Працював вантажником, робітником у радгоспі, працівником пилорами, директором сільського будинку культури, робітником у геодезичній експедиції, фотографом, кореспондентом районної газети «Свирские огни», власним кореспондентом «Финно-угорской газеты», кореспондентом незалежної приватної газети «Кто о чём», редактором і головним редактором вепської газети «Kodima» (вепс. Рідна земля). Останні роки працював у Національній бібліотеці Карелії.
Член Спілки письменників Росії з 1998 р. та Спілки журналістів Росії з 2003 р. На XI Міжнародному конгресі фіно-угорських письменників, що відбувся в серпні 2010 року в Оулу (Фінляндія), обраний до правління Міжнародної асоціації фіно-угорських письменників. Член правління Спілки журналістів Республіки Карелія.
Помер у Петрозаводську після тяжкої швидкоплинної хвороби 23 січня 2016 року, за день до свого 55-річчя. Похований на малій батьківщині у селі Ладва.

## Творчість
Перша збірка поезій Абрамова — «Koumekümne koume» («Тридцять три») — вийшла у 1994 році та стала першою художньою книгою вепською мовою. 1999 року вийшла друга збірка Абрамова, «Kurgiden aig» («Час журавлів»), де крім його власних віршів опублікована перекладена ним на вепську мову поезія Пушкіна, Єсеніна, Пастернака, Рубцова, Висоцького, Євтушенко.
1999 р., за фінансової підтримки Фінського літературного товариства та товариства Кастренін (Фінляндія), видав книгу віршів та перекладів «Kurgiden aig» («Час журавлів»). 2005 р. вийшла третя збірка поета «Pagiškam, vell’» («Поговоримо, брате...») вепською та російською мовами. Ця та попередня книги випущені видавництвом «Периодика» (Петрозаводськ).
2010 року в Будапешті вийшла збірка поезій Миколи Абрамова «Двічі тридцять три» вепською та угорською мовами, а в Таллінні — збірка «Kurgede aeg» («Час журавлів») естонською мовою.
2011 року в Парижі вийшла збірка поезій Миколи Абрамова «Les chants des forêts» («Пісні лісу») вепською та французькою мовами.
2013 року у Санкт-Петербурзі вийшла кирилична збірка віршів вепською мовою «Оять-ёген рандал…».
Поет перекладав вепською мовою класиків світової та російської літератури. Перекладав твори Омара Хайяма, Рабіндраната Тагора, Вільяма Шекспіра, Поля Верлена, Олександра Пушкіна, Льва Толстого, Сергія Єсеніна, Миколи Клюєва, Бориса Пастернака, Миколи Рубцова, Євгенія Євтушенко, Володимира Висоцького та інших. Перекладав також уривки з естонського народного епосу «Калевипоэг», казки народу Комі, вірші та прозу фіно-угорських письменників Росії. Серед перекладених Миколою Абрамовим творів є й тексти світових рок-хітів Yesterday (The Beatles) та We Are The Champions (Queen), які виконує вепською мовою співачка Анна Васильєва (Юсне) й Національний ансамбль пісні та танцю Карелії «Кантеле».
Вірші Миколи Абрамова публікувалися в різних збірниках, антологіях, перекладалися з вепської на російську, фінську, естонську, шведську, французьку, норвезьку, угорську та мови фіно-угорських народів Росії.
Книга Миколи Абрамова «Kurgiden aig» («Час журавлів») знаходиться у фондах Державного культурного центру-музею В. С. Висоцького «Дом Высоцкого на Таганке».
Окрім літературної роботи, Микола Абрамов професійно займався фотографією. У Петрозаводську відбулися три його персональні фотовиставки, знімки Абрамова експонувалися на різних виставках у Росії, Норвегії, Україні, публікувалися у журналах та фотоальбомах.
Ще одна з творчих іпостасей Миколи Абрамова — знімання у кіно. Короткометражний художній фільм «Счастье» за його участю завоював приз «Золота лада» на IV Всеросійському фестивалі короткометражних ігрових фільмів «Встречи на Вятке» (Кіров, 2007).
У жовтні 2009 р. документальний фільм «Вепсский завет» (продюсерський центр АТК-студіо, Петербург), у зніманні якого брав участь Абрамов, отримав Гран-прі II міжрегіонального конкурсу мультимедійного мистецтва «Золотая кедровая ветвь Сибири» у Кемерові.

## Нагороди
- Міжнародна літературна премія Фонду Бенгта Пах'янена (Швеція, 2007)[3]
- Лауреат року Республіки Карелія (2009)
- Заслужений працівник культури Республіки Карелія (2011)
- Народний письменник Республіки Карелія (18 серпня 2017, звання присвоєно посмертно) — за створення видатних високохудожніх творів літератури, які здобули широке суспільне визнання, і великий внесок у збереження та розвиток культури, мови та літератури вепського народу